# 大浜和史
大浜 和史（おおはま かずふみ　1952年9月6日 - ）は日本の作曲家、編曲家、ベーシスト、ピアニスト、シンセシスト。
元日本シンセサイザー・プログラマー協会(JSPA)代表理事。 NPOサウンドクリエイター理事長。

## 人物
国立音楽高校作曲科、国立音楽大学器楽科（コントラバス専攻）を卒業。高校3年生時にプロ活動を開始。以後、バンド活動の他、作曲や編曲提供、レコーディング・ステージミュージシャン、電子楽器開発、MIDI検定企画設立に携わる。CMソング制作、携帯着信音開発、音楽講師等、幅広く活動。ハーレーダビッドソン新宿支部長。

## 略歴
- 1965年、国立音楽大学付属中学ピアノ科に入学し、作曲を池内友次郎に師事。高校3年生からベース、オルガンでプロ活動を開始。GSシルクロードに加入しバンドマンとしての活動を開始。
- 1971年、高橋マコトとバンド活動開始。同時にスタジオ・ステージミュージシャン活動を開始する。堺正章ツアーに参加。
- 1973年、ヤマハ音楽振興会属託契約。ポプコンオーケストラ、ネム音楽院スタッフ。上條恒彦バンドに加入し国内ツアーに年間参加。ヤマハ世界歌謡祭に出場。
- 1974年、つのだ☆ひろ＆スペースバンドにキーボードで加入。SONYよりアルバム&シングル発売。
- 1976年、小坂忠&ウルトラに加入。国内ライブツアー活動、アルバムレコーディング。
- 1977年　アリス他、ヤングジャパンアーティストのアレンジを担当する。
- 1978年よりピンクレディの音楽監督を務める。ステージ、レコーディング、テレビ出演時にキーボード演奏。シンセをヘリ移動して演奏していた[2]。アイドル音楽監督は他に松本伊代、大場久美子、岡田奈々、沖田浩之など。
- 1980年、自身のリーダーバンド「NASA」がSONYよりデビュー。アルバム/シングルが発売され キリンのCMで起用[3]。大瀧詠一『A LONG VACATION』レコーディング全曲でキーボード参加（クレジットは「大浜“練習熱心”和史」）。
- 1982年、高橋マコトとのバンドでアルバム『PENGUIN』発売。現在もバンド活動中。
- 1985年、SHŌGUNにキーボードで参加。
- 1986年、Casey Rankin & The Diggers となる。[4]

現在はバンドマンがメインの活動。PENGUIN（b）、LONG VACATION（大瀧詠一トリビュートバンド）（pf）、September 6（b）、佐藤龍一&The Dragon（b、pf）、THE DIGGERS（key)、つのだ☆ひろ&スペースバンド（key)のメンバー。他にTBSこども音楽コンクール審査員を毎年つとめている。また、ヤマハ音楽教室ほかで作曲、三味線・大正琴・ブルースピアノなどの音楽講師もつとめる。

## MIDI検定企画立案
1985年にヤマハR&D東京プロデューサーに就任し、ヤマハDX7, QX3, RX5, EOS, SY77, 99, QY10, INBSなどの電子楽器開発に携わる。日本シンセサイザー・プログラマー協会(JSPA)代表理事に就任し（現在は名誉会員）、国内でMIDIを管理しているAMEIと共に、MIDIの普及活動を行う。1999年　MIDI検定開始。

## 主な楽曲提供
|  | 『いつになれば/絵具箱』                                      | - | 子門真人     | - | テレビドラマ『たぬき先生騒動記』主題歌 |
|  | 『センチメンタルブルース』                                   | - | アリス       | - | 矢沢透と共作                           |
|  | 『『ある日の午後』                                           | - | アリス       |   |                                        |
|  | 『ピンク・タイフーン』 『KISS IN THE DARK』 日本語バージョン | - | ピンクレディ | - |                                        |
|  | 『オー・ビューティフル・ラヴ』                               | - | 岡田奈々     |   |                                        |
|  | アルバム『リラックス』（演奏：NASA）                         | - | 梓みちよ     |   |                                        |
|  | 『SENSUAL NIGHT』                                            | - | 大橋純子     |   |                                        |
|  | アルバム『クールス・ロカビリークラブ』                       | - | クールス     |   |                                        |